# Langeskovs kommun
Langeskovs kommun var en kommun i f.d. Fyns amt i Danmark. Kommunen hade  6 417 invånare (2006) och en yta på 43,45 km². Kommunen bildades vid den danska kommunreformen 1970 genom en sammanslagning av Birkende, Marslev och Rønninge socknar. Huvudort i kommunen var Langeskov. Kommunen slogs samman med Kerteminde och Munkebo kommun vid den danska kommunreformen 2007. Den nya kommunen har fått namnet Kerteminde kommun.